# ان‌بی‌دبلیو ۴۲ کالیبر ۳۰ سانتیمتر
ان‌بی‌دبلیو ۴۲ کالیبر ۳۰ سانتیمتر یا 30cm NbW. 42 یک راکت انداز آلمانی بود که در جنگ جهانی دوم مورد استفاده قرار می‌گرفت. این سلاح از سال ۱۹۴۳–۱۹۴۵ در همه جبهه‌ها به جز نروژ و آفریقای شمالی استفاده شده‌است.

## توضیحات
ان‌بی‌دبلیو ۴۲ کالیبر ۳۰ سانتیمتر یک راکت انداز شش عددی بود که بر روی واگن دو چرخ نصب شده بود و با تغییر در زاویه پرتابگر استفاده می‌شد. این وسلیه نوع ارتقاء یافته مدل ان.بی.دبلیو.۲۸/۳۲/۴۱ سانتیمتر است.

## سازماندهی و استفاده
ان‌بی‌دبلیو ۴۲ کالیبر ۳۰ سانتیمتر در قالب شش تایی در هر گردان ساماندهی شده بود. این گردان‌ها در تیپ های مستقل متمرکز شده بودند. این سرویس در جبهه شرقی، کمپین ایتالیایی و دفاع از فرانسه و آلمان از سالهای ۱۹۴۳–۴۵ مشاهده شده‌است.

## یادداشت
1. ↑  Engelmann, p. 5
2. ↑  Engelmann, p. 46
3. ↑  LEO online dictionary
4. ↑  Gander and Chamberlain, pp. 321-2
5. ↑  Niehorster, Leo W. G. German World War II Organizational Series, Vol. 5/II: Mechanized GHQ units and Waffen-SS Formations (4 July 1943), 2005, pp. 52-3
6. ↑  Kameradschaft, vols. 1 and 2